# كينتا آبي
كينتا آبي (باليابانية: 阿部健太؛ بالكانا: あべ けんた) هو لاعب كرة قاعدة ياباني، ولد في 8 سبتمبر 1984 في ماتسوياما في اليابان.

## روابط خارجية
- كينتا آبي على موقع الدوري الياباني لكرة القاعدة (الإنجليزية)